# Valle de Kebar
El valle de Kebar (en indonesio: Lembah Kebar) es un gran valle intermontano pleistoceno / holoceno que se encuentra en la región centro norte de la península de Doberai en la provincia de Papúa Suroccidental. El valle está rodeado por las montañas Tamrau delimitadas por fallas en un área de 2703 kilómetros cuadrados (1044 millas cuadradas). Su profundidad promedia de 500 a 600 m (1600 a 2000 pies) en las secciones inferiores y alrededor de 900 a 1400 m (3000 a 4600 pies) en las secciones superiores del valle. El valle está ubicado 130 km (81 millas) al oeste de Manokwari y 190 km (120 millas) al este de Sorong. El pueblo principal más cercano al valle es Saukorem. Un sendero notable atraviesa el valle de Kebar que conecta Saukorem con el asentamiento de Andai y alcanza una altitud de 1200 m (3900 pies). Esto ha creado muchas aldeas en toda la zona, lo que ha llevado a una creciente producción de arroz en las regiones central y oriental del valle. De norte a sur, el valle de Kebar varía de 16 a 30 km (9,9 a 18,6 millas) de ancho, y de este a oeste, se extiende de 94 a 116 km (58 a 72 millas) de longitud.

## Geografía
El suelo del valle está nivelado y suavemente inclinado unos tres grados, proporcionando una división entre las montañas Arfak en el sur, y las montañas de Tamrau en el norte. A lo largo de sus márgenes hay varios conos aluviales pequeños, y restos de terrazas de lago de alto nivel o depósitos aluviales que descansan a lo largo del lado norte del valle. La principal zona de drenaje es el río Kasi. Sin embargo, el río Api y el río Apriri son otros dos ríos que atraviesan este valle y suministran agua a las zonas pantanosas de las tierras bajas del sudeste. En el extremo occidental del valle, los sedimentos de la cuenca cuaternaria son cortados por el río Kasi y expuestos en terrazas de hasta 30 m (98 pies) de altura. En todo el valle hay muchos pastizales naturales, el más grande de los cuales está situado en la región central y tiene una superficie de 218 km² (84 millas cuadradas). La principal fauna que se encuentra en el valle es el ciervo de Rusa (Cervus timorensis), que se encuentra principalmente cerca de las regiones llanas de las partes central y oriental del valle, que abarcan las regiones de pastizales y bosques. Sin embargo, es común encontrar al ciervo a través de las praderas, buscando refugio en los bosques de colinas de las regiones occidentales del valle. Esta zona de pastizales ondulados puede describirse como el camino del agua desde las zonas montañosas a las zonas llanas que fluye hacia el este a través de los barrancos. Las características físicas del suelo del valle de Kebar se han descrito como de textura arenosa con una estructura poco coherente en las regiones central y occidental, junto con una marga arcillosa arenosa en una estructura coherente de bolo plástico a lo largo de la región oriental.

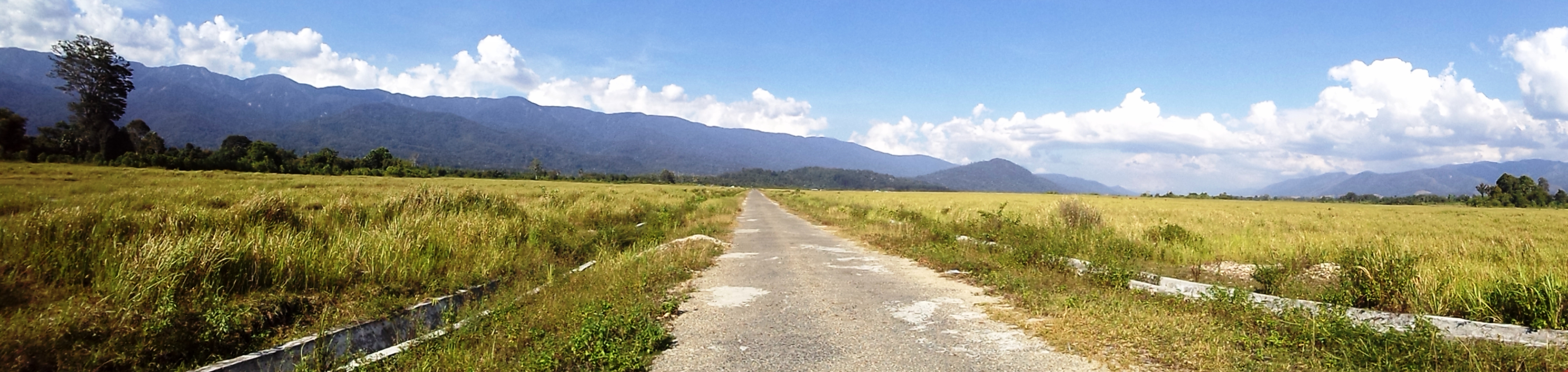
El valle Kebar, con las montañas Tamrau al fondo

## Clima
Abarcando la ecorregión de las selvas tropicales montañosas de Vogelkop, el Valle de Kebar tiene un clima tropical de sabana, caracterizado principalmente por sus campos de hierba alta y sus bosques de hoja ancha. El clima del valle está sujeto a la influencia estacional del monzón del noroeste de noviembre a marzo, y a los vientos alisios del sudeste de junio a septiembre. Las limitadas observaciones meteorológicas indican una estación relativamente seca durante la mitad del año a lo largo de la parte septentrional y central del valle, especialmente cuando los vientos alisios soplan desde el sudeste. Las precipitaciones son elevadas en todo el Valle de Kebar, con un promedio de hasta 3500 milímetros (140 pulgadas) anuales. Las temperaturas son uniformemente altas en las tierras bajas, que oscilan entre unos 23 y 30 °C (73 a 86 °F), disminuyendo con la mayor elevación hacia las montañas Tamrau a una temperatura media diaria de 8 a 16 °C (46 a 61 °F), con un promedio de precipitaciones de 1500 a 2000 milímetros (59 a 79 in). La humedad relativa también es uniformemente alta en el valle, y oscila entre el 80 y el 100 por ciento. Las nubes matinales y la niebla terrestre pueden obstaculizar las operaciones de las aeronaves en las regiones que rodean el valle durante la estación seca.

## Demografía

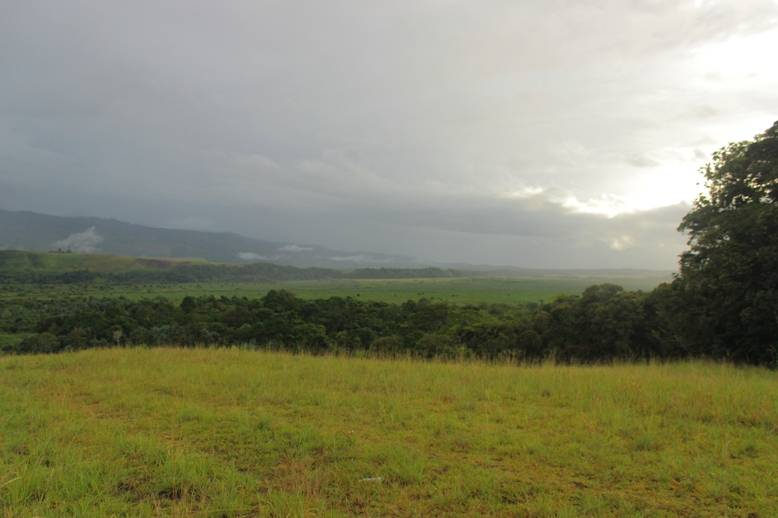
Para fines agrícolas, muchas de las personas viven en las regiones de pastizales del Valle de Kebar.

En el valle del Kebar viven los pueblos Karoon, Abun, Dore y Wabia, que hicieron su hogar principal en la aldea de Saukorem. Las crecientes poblaciones del valle son el resultado de los misioneros cristianos que se desplazaron por esta región de la península de Bird's Head. Se informa de que las personas que viven aquí tienen hijos no sólo con parejas de otras familias, sino con primos y parientes lejanos que pueden afectar a las opiniones de los padres sobre qué hijos son realmente "biológicos" o no. Se dice que la gente del valle, Saukorem y esta región de la península de Bird's Head producen figuras de madera que se conocen como figuras de Korwar. A menudo se hacen con cuentas de vidrio para los ojos y una cinta para el cuello hecha de tela de corteza y con los cráneos de los miembros de la familia fallecidos. Las figuras de Korwar en particular, hechas con cráneos, se dice que proporcionan una morada para los espíritus de los difuntos y se cree que salvaguardan la fuerza vital que está contenida en el cráneo del difunto. Los lugareños también son conocidos por producir telas de corteza.